# 존 폴 라부아지에
존폴 러부아지에이(John-Paul Lavoisier, 영어 발음: /ləˈvwɑːzieɪ/, 1980년 3월 12일 ~ )는 미국의 배우, 모델이다.

## 출연 작품

### 텔레비전
- 올 마이 칠드런 (2002)
- 우리 생애 나날들 (2015-23)

### 영화
- 월 스트리트의 늑대들 (2002)